# Campeonato de España de selecciones autonómicas de balonmano 2025
El Campeonato de España de selecciones autonómicas de balonmano 2025 (CESA 2025) es la decimoprimera edición del Campeonato de España de selecciones autonómicas, campeonato anual de balonmano base, auspiciado por la RFEBM en el que participan las selecciones territoriales de España de las categorías juvenil, infantil y cadete y que organiza, en esta ocasión por segunda temporada consecutiva, la federación autonómica catalana de balonmano.
El 18 de noviembre se sorteó el CESA 2025, que daría comienzo el 3 de enero en los pabellones de Gerona y Barcelona hasta el 8 de enero.

## Formato de competición
Se organiza en dos grupos: Campeonato de España y Copa de España. En el Campeonato de España compiten las 8 selecciones autonómicas mejor clasificadas en el CESA anterior y, en la Copa de España, lo hacen las 9-10 selecciones restantes.
Las categorías y las competiciones son independientes, pudiendo una misma selección autonómica competir en Copa y otra de su misma autonomía, en el Campeonato.

## Sedes
Se vuelve a concentrar la actividad en cuatro ciudades:
| Num. de pistas | Instalaciones                | Ciudad         | Provincia |
| -------------- | ---------------------------- | -------------- | --------- |
| 6              | Ciudad deportiva Blanes      | Blanes         | Gerona    |
| 2              | Pabellón "El Moli"           | Lloret de Mar  | Gerona    |
| 1              | Pabellópn "Hermanos Margall" | Malgrat de Mar | Barcelona |
| 1              | Pabellón "Parc Dalmau"       | Calella        | Barcelona |

## Competición

### Juvenil

#### Juvenil femenino fase de grupos
| Equipo    | PJ | PG | PE | PP | GF | GC | PT | Clasificación |
| --------- | -- | -- | -- | -- | -- | -- | -- | ------------- |
| Andalucía | 3  | 3  | 0  | 0  | 82 | 72 | 6  | Fase final    |
| Cataluña  | 3  | 2  | 0  | 1  | 84 | 76 | 4  | Fase final    |
| Navarra   | 3  | 1  | 0  | 2  | 78 | 75 | 2  | Fase final    |
| Murcia    | 3  | 0  | 0  | 3  | 73 | 94 | 0  | Copa España   |

| Equipo             | PJ | PG | PE | PP | GF | GC | PT | Clasificación |
| ------------------ | -- | -- | -- | -- | -- | -- | -- | ------------- |
| Com. Valenciana    | 3  | 3  | 0  | 0  | 91 | 59 | 6  | Fase final    |
| Galicia            | 3  | 2  | 0  | 1  | 82 | 88 | 4  | Fase final    |
| País Vasco         | 3  | 1  | 0  | 2  | 78 | 85 | 2  | Fase final    |
| Castilla-La Mancha | 3  | 0  | 0  | 3  | 66 | 85 | 0  | Copa España   |

##### Fase final
|  | Cuartos de final | Cuartos de final |            |         | Semifinales     | Semifinales  |  |  | Final | Final |
|  |                  |                  |            |         |                 |              |  |  |       |       |
|  |                  |                  |            |         |                 |              |  |  |       |       |
|  |                  |                  |            |         |                 |              |  |  |       |       |
|  | Andalucía        | 24               |            |         |                 |              |  |  |       |       |
|  | Andalucía        | 24               |            |         |                 |              |  |  |       |       |
|  | País Vasco       | 34               |            |         |                 |              |  |  |       |       |
|  | País Vasco       | 34               | País Vasco | 26      |                 |              |  |  |       |       |
|  |                  |                  | País Vasco | 26      |                 |              |  |  |       |       |
|  |                  | Navarra          | 21         |         |                 |              |  |  |       |       |
|  | Galicia          | Navarra          | 21         | 22      |                 |              |  |  |       |       |
|  | Galicia          |                  |            | 22      |                 |              |  |  |       |       |
|  | Navarra          | 25               |            |         |                 |              |  |  |       |       |
|  | Navarra          | 25               | Cataluña   | 30      |                 |              |  |  |       |       |
|  |                  |                  | Cataluña   | 30      |                 |              |  |  |       |       |
|  |                  | País Vasco       | 26         |         |                 |              |  |  |       |       |
|  | Cataluña         | País Vasco       | 26         | 34      |                 |              |  |  |       |       |
|  | Cataluña         |                  |            | 34      |                 |              |  |  |       |       |
|  | Madrid           | 22               |            |         |                 |              |  |  |       |       |
|  | Madrid           | 22               | Cataluña   | 24      | Tercer lugar    | Tercer lugar |  |  |       |       |
|  |                  |                  | Cataluña   | 24      |                 |              |  |  |       |       |
|  |                  | Com. Valenciana  | 23         |         |                 |              |  |  |       |       |
|  | Com. Valenciana  | Com. Valenciana  | 23         | 36      | Com. Valenciana | 35           |  |  |       |       |
|  | Com. Valenciana  |                  |            | 36      | Com. Valenciana | 35           |  |  |       |       |
|  | Canarias         | 19               |            | Navarra | 26              |              |  |  |       |       |
|  | Canarias         | 19               |            |         | 26              |              |  |  |       |       |
|  |                  |                  |            |         |                 |              |  |  |       |       |
|  |                  |                  |            |         |                 |              |  |  |       |       |

#### Juvenil masculino
| Equipo          | PJ | PG | PE | PP | GF | GC | PT | Clasificación |
| --------------- | -- | -- | -- | -- | -- | -- | -- | ------------- |
| Com. de Madrid  | 3  | 2  | 1  | 0  | 90 | 71 | 5  | Fase final    |
| Cataluña        | 3  | 2  | 1  | 0  | 90 | 77 | 5  | Fase final    |
| Com. Valenciana | 3  | 1  | 0  | 2  | 78 | 91 | 2  | Fase final    |
| Navarra         | 3  | 0  | 0  | 3  | 79 | 98 | 0  | Copa España   |

| Equipo     | PJ | PG | PE | PP | GF  | GC  | PT | Clasificación |
| ---------- | -- | -- | -- | -- | --- | --- | -- | ------------- |
| Andalucía  | 3  | 3  | 0  | 0  | 107 | 80  | 6  | Fase final    |
| País Vasco | 3  | 2  | 0  | 1  | 93  | 81  | 4  | Fase final    |
| Aragón     | 3  | 1  | 0  | 2  | 89  | 101 | 2  | Fase final    |
| Asturias   | 3  | 0  | 0  | 3  | 87  | 114 | 0  | Copa España   |

##### Fase final
|  | Cuartos de final   | Cuartos de final |          |            | Semifinales     | Semifinales  |  |  | Final | Final |
|  |                    |                  |          |            |                 |              |  |  |       |       |
|  |                    |                  |          |            |                 |              |  |  |       |       |
|  |                    |                  |          |            |                 |              |  |  |       |       |
|  | Madrid             | 38               |          |            |                 |              |  |  |       |       |
|  | Madrid             | 38               |          |            |                 |              |  |  |       |       |
|  | Castilla-La Mancha | 30               |          |            |                 |              |  |  |       |       |
|  | Castilla-La Mancha | 30               | Madrid   | 31         |                 |              |  |  |       |       |
|  |                    |                  | Madrid   | 31         |                 |              |  |  |       |       |
|  |                    | País Vasco       | 26       |            |                 |              |  |  |       |       |
|  | País Vasco         | País Vasco       | 26       | 32         |                 |              |  |  |       |       |
|  | País Vasco         |                  |          | 32         |                 |              |  |  |       |       |
|  | Com. Valenciana    | 22               |          |            |                 |              |  |  |       |       |
|  | Com. Valenciana    | 22               | Cataluña | 36         |                 |              |  |  |       |       |
|  |                    |                  | Cataluña | 36         |                 |              |  |  |       |       |
|  |                    | Madrid           | 32       |            |                 |              |  |  |       |       |
|  | Cataluña           | Madrid           | 32       | 41         |                 |              |  |  |       |       |
|  | Cataluña           |                  |          | 41         |                 |              |  |  |       |       |
|  | Aragón             | 24               |          |            |                 |              |  |  |       |       |
|  | Aragón             | 24               | Cataluña | 40         | Tercer lugar    | Tercer lugar |  |  |       |       |
|  |                    |                  | Cataluña | 40         |                 |              |  |  |       |       |
|  |                    | Castilla y León  | 35       |            |                 |              |  |  |       |       |
|  | Andalucía          | Castilla y León  | 35       | 28         | Castilla y León | 46           |  |  |       |       |
|  | Andalucía          |                  |          | 28         | Castilla y León | 46           |  |  |       |       |
|  | Castilla y León    | 35               |          | País Vasco | 33              |              |  |  |       |       |
|  | Castilla y León    | 35               |          |            | 33              |              |  |  |       |       |
|  |                    |                  |          |            |                 |              |  |  |       |       |
|  |                    |                  |          |            |                 |              |  |  |       |       |

### Cadete

#### Cadete femenino
| Equipo          | PJ | PG | PE | PP | GF  | GC | PT | Clasificación |
| --------------- | -- | -- | -- | -- | --- | -- | -- | ------------- |
| Com. Valenciana | 3  | 3  | 0  | 0  | 70  | 59 | 6  | Fase final    |
| Com. de Madrid  | 3  | 2  | 0  | 1  | 108 | 94 | 4  | Fase final    |
| País Vasco      | 3  | 0  | 1  | 2  | 77  | 89 | 1  | Fase final    |
| Castilla y León | 3  | 0  | 1  | 2  | 75  | 88 | 1  | Copa España   |

| Equipo             | PJ | PG | PE | PP | GF | GC | PT | Clasificación |
| ------------------ | -- | -- | -- | -- | -- | -- | -- | ------------- |
| Navarra            | 3  | 3  | 0  | 0  | 93 | 83 | 6  | Fase final    |
| Castilla-La Mancha | 3  | 1  | 0  | 2  | 96 | 95 | 2  | Fase final    |
| Cataluña           | 3  | 1  | 0  | 2  | 87 | 91 | 2  | Fase final    |
| Aragón             | 3  | 1  | 0  | 2  | 85 | 92 | 2  | Copa España   |

##### Fase final
|  | Cuartos de final   | Cuartos de final   |           |                    | Semifinales  | Semifinales  |  |  | Final | Final |
|  |                    |                    |           |                    |              |              |  |  |       |       |
|  |                    |                    |           |                    |              |              |  |  |       |       |
|  |                    |                    |           |                    |              |              |  |  |       |       |
|  | Com. Valenciana    | 22                 |           |                    |              |              |  |  |       |       |
|  | Com. Valenciana    | 22                 |           |                    |              |              |  |  |       |       |
|  | Andalucía          | 29                 |           |                    |              |              |  |  |       |       |
|  | Andalucía          | 29                 | Andalucía | 33                 |              |              |  |  |       |       |
|  |                    |                    | Andalucía | 33                 |              |              |  |  |       |       |
|  |                    | Castilla-La Mancha | 32        |                    |              |              |  |  |       |       |
|  | Castilla-La Mancha | Castilla-La Mancha | 32        | 36                 |              |              |  |  |       |       |
|  | Castilla-La Mancha |                    |           | 36                 |              |              |  |  |       |       |
|  | Canarias           | 28                 |           |                    |              |              |  |  |       |       |
|  | Canarias           | 28                 | Andalucía | 26                 |              |              |  |  |       |       |
|  |                    |                    | Andalucía | 26                 |              |              |  |  |       |       |
|  |                    | Madrid             | 23        |                    |              |              |  |  |       |       |
|  | Cataluña           | Madrid             | 23        | 27                 |              |              |  |  |       |       |
|  | Cataluña           |                    |           | 27                 |              |              |  |  |       |       |
|  | Madrid             | 32                 |           |                    |              |              |  |  |       |       |
|  | Madrid             | 32                 | Madrid    | 30                 | Tercer lugar | Tercer lugar |  |  |       |       |
|  |                    |                    | Madrid    | 30                 |              |              |  |  |       |       |
|  |                    | Navarra            | 28        |                    |              |              |  |  |       |       |
|  | Navarra            | Navarra            | 28        | 34                 | Navarra      | 33           |  |  |       |       |
|  | Navarra            |                    |           | 34                 | Navarra      | 33           |  |  |       |       |
|  | País Vasco         | 30                 |           | Castilla-La Mancha | 32           |              |  |  |       |       |
|  | País Vasco         | 30                 |           |                    | 32           |              |  |  |       |       |
|  |                    |                    |           |                    |              |              |  |  |       |       |
|  |                    |                    |           |                    |              |              |  |  |       |       |

#### Cadete masculino
| Equipo          | PJ | PG | PE | PP | GF  | GC  | PT | Clasificación |
| --------------- | -- | -- | -- | -- | --- | --- | -- | ------------- |
| Andalucía       | 3  | 3  | 0  | 0  | 107 | 87  | 6  | Fase final    |
| Castilla y León | 3  | 2  | 0  | 1  | 98  | 99  | 4  | Fase final    |
| Navarra         | 3  | 1  | 0  | 2  | 91  | 96  | 2  | Fase final    |
| Com. de Madrid  | 3  | 0  | 0  | 3  | 86  | 100 | 0  | Copa España   |

| Equipo          | PJ | PG | PE | PP | GF  | GC  | PT | Clasificación |
| --------------- | -- | -- | -- | -- | --- | --- | -- | ------------- |
| Com. Valenciana | 3  | 2  | 1  | 0  | 98  | 96  | 5  | Fase final    |
| Cataluña        | 3  | 2  | 0  | 1  | 107 | 89  | 4  | Fase final    |
| Galicia         | 3  | 1  | 1  | 1  | 94  | 90  | 3  | Fase final    |
| País Vasco      | 3  | 0  | 0  | 3  | 96  | 120 | 0  | Copa España   |

##### Fase final
|  | Cuartos de final | Cuartos de final |           |           | Semifinales     | Semifinales  |  |  | Final | Final |
|  |                  |                  |           |           |                 |              |  |  |       |       |
|  |                  |                  |           |           |                 |              |  |  |       |       |
|  |                  |                  |           |           |                 |              |  |  |       |       |
|  | Andalucía        | 35               |           |           |                 |              |  |  |       |       |
|  | Andalucía        | 35               |           |           |                 |              |  |  |       |       |
|  | Asturias         | 29               |           |           |                 |              |  |  |       |       |
|  | Asturias         | 29               | Andalucía | 36        |                 |              |  |  |       |       |
|  |                  |                  | Andalucía | 36        |                 |              |  |  |       |       |
|  |                  | Cataluña         | 40        |           |                 |              |  |  |       |       |
|  | Cataluña         | Cataluña         | 40        | 46        |                 |              |  |  |       |       |
|  | Cataluña         |                  |           | 46        |                 |              |  |  |       |       |
|  | Aragón           | 37               |           |           |                 |              |  |  |       |       |
|  | Aragón           | 37               | Cataluña  | 30        |                 |              |  |  |       |       |
|  |                  |                  | Cataluña  | 30        |                 |              |  |  |       |       |
|  |                  | Galicia          | 29        |           |                 |              |  |  |       |       |
|  | Castilla y León  | Galicia          | 29        | 30        |                 |              |  |  |       |       |
|  | Castilla y León  |                  |           | 30        |                 |              |  |  |       |       |
|  | Galicia          | 35               |           |           |                 |              |  |  |       |       |
|  | Galicia          | 35               | Galicia   | 35        | Tercer lugar    | Tercer lugar |  |  |       |       |
|  |                  |                  | Galicia   | 35        |                 |              |  |  |       |       |
|  |                  | Com. Valenciana  | 33        |           |                 |              |  |  |       |       |
|  | Com. Valenciana  | Com. Valenciana  | 33        | 31        | Com. Valenciana | 42           |  |  |       |       |
|  | Com. Valenciana  |                  |           | 31        | Com. Valenciana | 42           |  |  |       |       |
|  | Navarra          | 28               |           | Andalucía | 40              |              |  |  |       |       |
|  | Navarra          | 28               |           |           | 40              |              |  |  |       |       |
|  |                  |                  |           |           |                 |              |  |  |       |       |
|  |                  |                  |           |           |                 |              |  |  |       |       |

### Infantil

#### Infantil femenino
| Equipo          | PJ | PG | PE | PP | GF  | GC | PT | Clasificación |
| --------------- | -- | -- | -- | -- | --- | -- | -- | ------------- |
| Cataluña        | 3  | 3  | 0  | 0  | 101 | 75 | 6  | Fase final    |
| Com. de Madrid  | 3  | 1  | 0  | 2  | 77  | 84 | 2  | Fase final    |
| Castilla y León | 3  | 1  | 0  | 2  | 80  | 88 | 2  | Fase final    |
| Navarra         | 3  | 1  | 0  | 2  | 82  | 93 | 2  | Copa España   |

| Equipo             | PJ | PG | PE | PP | GF | GC | PT | Clasificación |
| ------------------ | -- | -- | -- | -- | -- | -- | -- | ------------- |
| Andalucía          | 3  | 3  | 0  | 0  | 85 | 72 | 6  | Fase final    |
| Galicia            | 3  | 2  | 0  | 1  | 78 | 74 | 4  | Fase final    |
| Islas Canarias     | 3  | 1  | 0  | 2  | 81 | 72 | 2  | Fase final    |
| Castilla-La Mancha | 0  | 0  | 0  | 3  | 71 | 97 | 0  | Copa España   |

##### Fase final
|  | Cuartos de final | Cuartos de final |           |        | Semifinales  | Semifinales  |  |  | Final | Final |
|  |                  |                  |           |        |              |              |  |  |       |       |
|  |                  |                  |           |        |              |              |  |  |       |       |
|  |                  |                  |           |        |              |              |  |  |       |       |
|  | Cataluña         | 35               |           |        |              |              |  |  |       |       |
|  | Cataluña         | 35               |           |        |              |              |  |  |       |       |
|  | Canarias         | 30               |           |        |              |              |  |  |       |       |
|  | Canarias         | 30               | Cataluña  | 28     |              |              |  |  |       |       |
|  |                  |                  | Cataluña  | 28     |              |              |  |  |       |       |
|  |                  | Galicia          | 24        |        |              |              |  |  |       |       |
|  | Galicia          | Galicia          | 24        | 10     |              |              |  |  |       |       |
|  | Galicia          |                  |           | 10     |              |              |  |  |       |       |
|  | Asturias         | 0                |           |        |              |              |  |  |       |       |
|  | Asturias         | 0                | Andalucía | 31     |              |              |  |  |       |       |
|  |                  |                  | Andalucía | 31     |              |              |  |  |       |       |
|  |                  | Cataluña         | 27        |        |              |              |  |  |       |       |
|  | Madrid           | Cataluña         | 27        | 28     |              |              |  |  |       |       |
|  | Madrid           |                  |           | 28     |              |              |  |  |       |       |
|  | Aragón           | 24               |           |        |              |              |  |  |       |       |
|  | Aragón           | 24               | Madrid    | 24     | Tercer lugar | Tercer lugar |  |  |       |       |
|  |                  |                  | Madrid    | 24     |              |              |  |  |       |       |
|  |                  | Andalucía        | 26        |        |              |              |  |  |       |       |
|  | Andalucía        | Andalucía        | 26        | 37     | Galicia      | 27           |  |  |       |       |
|  | Andalucía        |                  |           | 37     | Galicia      | 27           |  |  |       |       |
|  | Castilla y León  | 35               |           | Madrid | 19           |              |  |  |       |       |
|  | Castilla y León  | 35               |           |        | 19           |              |  |  |       |       |
|  |                  |                  |           |        |              |              |  |  |       |       |
|  |                  |                  |           |        |              |              |  |  |       |       |

El partido entre Galicia y Asturias terminó 10-0 por sanción del equipo asturiano.

#### Infantil masculino
| Equipo             | PJ | PG | PE | PP | GF  | GC  | PT | Clasificación |
| ------------------ | -- | -- | -- | -- | --- | --- | -- | ------------- |
| Cataluña           | 3  | 3  | 0  | 0  | 106 | 54  | 6  | Fase final    |
| Aragón             | 3  | 2  | 0  | 1  | 82  | 81  | 4  | Fase final    |
| Castilla-La Mancha | 3  | 1  | 0  | 2  | 65  | 81  | 2  | Fase final    |
| País Vasco         | 3  | 0  | 0  | 3  | 70  | 107 | 0  | Copa España   |

| Equipo          | PJ | PG | PE | PP | GF | GC  | PT | Clasificación |
| --------------- | -- | -- | -- | -- | -- | --- | -- | ------------- |
| Galicia         | 3  | 3  | 0  | 0  | 82 | 66  | 6  | Fase final    |
| Andalucía       | 3  | 2  | 0  | 1  | 83 | 76  | 4  | Fase final    |
| Com. Valenciana | 3  | 1  | 0  | 2  | 82 | 83  | 2  | Fase final    |
| Navarra         | 3  | 0  | 0  | 3  | 84 | 106 | 0  | Copa España   |

##### Fase final
|  | Cuartos de final   | Cuartos de final |                 |           | Semifinales  | Semifinales  |  |  | Final | Final |
|  |                    |                  |                 |           |              |              |  |  |       |       |
|  |                    |                  |                 |           |              |              |  |  |       |       |
|  |                    |                  |                 |           |              |              |  |  |       |       |
|  | Cataluña           | 33               |                 |           |              |              |  |  |       |       |
|  | Cataluña           | 33               |                 |           |              |              |  |  |       |       |
|  | Madrid             | 18               |                 |           |              |              |  |  |       |       |
|  | Madrid             | 18               | Cataluña        | 31        |              |              |  |  |       |       |
|  |                    |                  | Cataluña        | 31        |              |              |  |  |       |       |
|  |                    | Andalucía        | 27              |           |              |              |  |  |       |       |
|  | Andalucía          | Andalucía        | 27              | 26        |              |              |  |  |       |       |
|  | Andalucía          |                  |                 | 26        |              |              |  |  |       |       |
|  | Asturias           | 25               |                 |           |              |              |  |  |       |       |
|  | Asturias           | 25               | Cataluña        | 30        |              |              |  |  |       |       |
|  |                    |                  | Cataluña        | 30        |              |              |  |  |       |       |
|  |                    | Com. Valenciana  | 25              |           |              |              |  |  |       |       |
|  | Aragón             | Com. Valenciana  | 25              | 19        |              |              |  |  |       |       |
|  | Aragón             |                  |                 | 19        |              |              |  |  |       |       |
|  | Com. Valenciana    | 27               |                 |           |              |              |  |  |       |       |
|  | Com. Valenciana    | 27               | Com. Valenciana | 31        | Tercer lugar | Tercer lugar |  |  |       |       |
|  |                    |                  | Com. Valenciana | 31        |              |              |  |  |       |       |
|  |                    | Galicia          | 27              |           |              |              |  |  |       |       |
|  | Galicia            | Galicia          | 27              | 30        | Galicia      | 32           |  |  |       |       |
|  | Galicia            |                  |                 | 30        | Galicia      | 32           |  |  |       |       |
|  | Castilla-La Mancha | 22               |                 | Andalucía | 29           |              |  |  |       |       |
|  | Castilla-La Mancha | 22               |                 |           | 29           |              |  |  |       |       |
|  |                    |                  |                 |           |              |              |  |  |       |       |
|  |                    |                  |                 |           |              |              |  |  |       |       |

## Medallero
Tras seis días de competición los resultados finales son los siguientes
| Evento             | Medalla de oro, Juegos Olímpicos | Medalla de plata, Juegos Olímpicos | Medalla de bronce, Juegos Olímpicos |
| ------------------ | -------------------------------- | ---------------------------------- | ----------------------------------- |
| Juvenil femenino   | Cataluña                         | País Vasco                         | Com. Valenciana                     |
| Juvenil masculino  | Cataluña                         | Madrid                             | Castilla y León                     |
| Cadete femenino    | Andalucía                        | Madrid                             | Navarra                             |
| Cadete masculino   | Cataluña                         | Galicia                            | Com. Valenciana                     |
| Infantil femenino  | Andalucía                        | Cataluña                           | Galicia                             |
| Infantil masculino | Cataluña                         | Com. Valenciana                    | Galicia                             |

### Equipos juveniles campeones de España
| Juvenil femenino            | Juvenil femenino           |  | Juvenil masculino           | Juvenil masculino           |
| --------------------------- | -------------------------- |  | --------------------------- | --------------------------- |
| Selección juvenil femenina  | Selección juvenil femenina |  | Selección juvenil masculina | Selección juvenil masculina |
| Nombre                      | Club                       |  | Nombre                      | Club                        |
| Ainoa Ponce Miro            | C. Bm. Granollers          |  | Adrián Solá Basterra        | FC Barcelona                |
| Anna Pous Martorell         | C.H. Palautordera-Salicru  |  | Alexander Jones Perez       | FC Barcelona                |
| Carlota Ortíz Serra         | C. Bm. Granollers          |  | Anselmo Collado Carrión     | FC Barcelona                |
| Claudia Girbau Font         | C. Bm. Granollers          |  | Ïu Carballar Foixench       | FC Barcelona                |
| Jessica Escalante Armesto   | Handbol Sant Quirze        |  | David Anselmo Guinau        | FC Barcelona                |
| Julia Terrado Gene          | H. Sant Joan Despí         |  | Jaume Espigulé González     | C. Bm. Granollers           |
| Julia Costa Aguilar         | C.H. Palautordera-Salicru  |  | Lluc Ribas Vicens           | H. Bordils                  |
| Laia Fernández Cano         | Handbol Sant Quirze        |  | Marc Villareal Vera         | FC Barcelona                |
| Laura Ballart Ruiz          | H. Sant Joan Despí         |  | Marc Navarro Genovart       | FC Barcelona                |
| Laura Esperanza Mesaka Bote | H. Sant Joan Despí         |  | Marti Benavente Castillo    | C.H. Esplugues              |
| Lucía Pérez Carbó           | C. Bm. Granollers          |  | Miguel Ángel Martín Duque   | FC Barcelona                |
| Lucía Moreno Terrien        | C. Bm. Granollers          |  | Nil Amargant Net            | C.H. Palautordera-Salicru   |
| Nerea Güell Vázquez         | C. Bm. Granollers          |  | Oriol Perarnau Gubern       | C. Bm. Granollers           |
| Paula Millaruelo Sotos      | H. Sant Joan Despí         |  | Roger Peracaula Sola        | H. Bordils                  |
| Paula Masame Isanta Codina  | C.H. Palautordera-Salicru  |  | Roger Ferrer Vila           | C. Bm. Granollers           |
| Queralt Fornt González      | Handbol Sant Quirze        |  | Xavier Moreno Góngora       | FC Barcelona                |